# Vytautas Pakalniškis
Vytautas Pakalniškis (ur. 27 maja 1944 w Gegrėnai w rejonie płungiańskim) – litewski prawnik, polityk, minister sprawiedliwości w latach 1991–1992 i 1996–1999, wicepremier w latach 1991–1992.

## Życiorys
W 1972 ukończył studia na Wydziale Prawa Uniwersytetu Wileńskiego, a w 1978 uzyskał stopień doktora nauk społecznych. W 1984 został docentem, a w 2006 profesorem.
Po ukończeniu studiów został wykładowcą Uniwersytetu Wileńskiego. W latach 1984–1989 pełnił funkcję prodziekana Wydziału Prawa. Od 1989 pracował w wydziale prawnym Rady Najwyższej Litewskiej SRR, a następnie Republiki Litewskiej. W latach 1991–1992 sprawował urząd wicepremiera oraz ministra sprawiedliwości w rządzie Gediminasa Vagnoriusa. Jednocześnie przewodniczył centralnej komisji prywatyzacyjnej przy Rządzie Republiki Litewskiej.
W 1992 objął funkcję dyrektora instytutu ekonomicznego. Następnie pracował na stanowisku prezesa zarządu w prywatnej agencji inwestycyjnej "FIDA".
W 1996 został wybrany posłem na Sejm z listy Związku Ojczyzny. W tym samym roku powrócił na stanowisko ministra sprawiedliwości w drugim gabinecie Vagnoriusa. Z funkcji odszedł wraz z dymisją rządu w czerwcu 1999. Rok później wraz z byłym premierem współtworzył Umiarkowany Związek Konserwatywny, z ramienia którego bez powodzenia kandydował w kolejnych wyborach. Wycofał się następnie z działalności politycznej.
W 1999 został pracownikiem naukowym na Wydziale Prawa Uniwersytetu Michała Römera w Wilnie, obejmując profesurę w katedrze prawa cywilnego i handlowego.